# Justus (Film)
Justus ist ein Schweizer Kurzspielfilm aus den Jahren 2022–2023 unter der Regie von Kim Culetto, mit einem Drehbuch von Saladin Dellers. Der Film wurde von Flex Colectivo und Echopark Studios produziert. Die Hauptrollen spielen Ilja Baumeier als Randolf und Saladin Dellers als Merlin.

## Inhalt
Nach 17 Monaten Haft wird Randolf von seinem Freund Merlin in ihrem alten Opel Kadett, genannt Justus, durch die Landstraßen gefahren. Als Randolf ein Drogenversteck im Auto öffnet, von dem Merlin nichts weiß, wird ihre Freundschaft auf die Probe gestellt. Justus wird Zeuge ihrer Schuldfragen und des wachsenden Zerwürfnisses zwischen den beiden Freunden.

## Produktion
Gedreht wurde der Film in Hochwald, Schweiz, mit einer Gesamtlänge von 10 Minuten. Er wurde im Widescreen-Format (1:2,2) auf Blackmagic RAW (BRAW) 4K aufgenommen und in ProRes verarbeitet. Der Film hat ein Stereo-Tonformat.

## Festivalauftritte und Auszeichnungen
Justus wurde auf mehreren internationalen Filmfestivals gezeigt, darunter das Greece Internationales Film Festival, das SOUSS Internationales Short Film Festival in Marokko, das Festival Internacional de Cine Bajo la Luna - Islantilla Cinefórum in Spanien, das Settimo Short Film Festival in Italien und das Dea Film Festival in Albanien. Außerdem gewann der Film den Mejor Corto Internacional Award beim Festival de Cine Premios Lorca und Saladin Dellers den Best Actor Award beim Settimo Short Film Festival 2023.